# Милокумов, Сергей Александрович
Сергей Александрович Милокумов (род. 6 января 1961, Черкассы) — украинский и российский художник, член-корреспондент РАХ (2019). Создатель авторской техники «импрессионистический символизм», а также жанра «NaVi» (nature vivante).

## Биография
Родился 6 января 1961 года в городе Черкассы Украинской ССР, живёт и работает в Ялте, Республика Крым.
В 1983 году — окончил Харьковский художественно-промышленный институт, мастерская М. А. Шапошникова, С. Г. Бережного.
С 1988 года — член Союза художников СССР, Союза художников России.
С 1989 года — член Союза дизайнеров СССР, Союза дизайнеров России.
Профессор Ялтинской гуманитарно-педагогической академии (филиал) Крымского федерального университета имени В. И. Вернадского.
Член комитета по геральдике Государственного Совета Республики Крым (с 2014 года), член Экспертного совета Общественной палаты Республики Крым.
В 2019 году — избран членом-корреспондентом Российской академии художеств от Отделения живописи.

## Творческая деятельность
Основные произведения
Станковые работы: «Девять» (2006, холст, авторская техника, 90х90), «Шотландские сны» (2009, холст, авторская техника, 90х90), «Солнечная» (2006, холст, авторская техника, 90х90), «Шотландские сны IX» (2019, холст, авторская техника, 90х60); циклы — «Звезда по имени Русь» (1990, холст, авторская техника), «Букет для королевы» (2011, холст, авторская техника), «Плод» (2014, холст, авторская техника);
Работы в области дизайна: автор герба Ялта (Крым), герба посёлка Ливадии (Крым), брендов «Крым» (Министерство Туризма Автономной Республики Крым), «Ливадия» (Ливадийский поселковый Совет, Крым), «Ореанда Отель» (Ялта, Крым), «Массандра» (Ялта, Крым) и другие.
Автор концепции и дизайна атрибутов государственности Республики Крым (герб, награды).
Участник городских, республиканских, всесоюзных и международных выставок с 1981 года.
Персональные выставки прошли в Центральном доме художника (Москва, 2010 г.), галерее «Артефакт» (Москва, 2011, 2012, 2015, 2017 гг.), «Lark Gallery» (Лос-Анджелес, 2014 г.), «Палас Растеде» (Германия), музее Людвига (Германия), Абу-Даби и Дубае (ОАЭ), Ливадийском дворце-музее (Крым).
Произведения находятся в коллекции Московского музея современного искусства, Ливадийского дворца-музея, фонда культуры и искусства Абу-Даби, а также в частных коллекциях и музеях.

## Награды
- Заслуженный художник Украины (2002)
- лауреат премии имени А. П. Чехова (2014)
- медаль «Князь Г. А. Потёмкин-Таврический» (2017)
- Государственная премия Республики Крым (2018)

Награды РАХ
- Золотая медаль «За заслуги перед Академией» РАХ (2015)
- Благодарность РАХ (2016)